# Sikkelvleugelgoean
De sikkelvleugelgoean (Chamaepetes goudotii) is een vogel uit de familie sjakohoenders en hokko's (Cracidae). De wetenschappelijke naam van de soort is voor het eerst geldig gepubliceerd in 1828 door Lesson.

## Voorkomen
De soort komt voor van Colombia tot Bolivia en telt 5 ondersoorten:
- C. g. goudotii: westelijk en centraal Colombia.
- C. g. sanctaemarthae: Santa Martagebergte (noordoostelijk Colombia).
- C. g. fagani: zuidwestelijk Colombia en westelijk Ecuador.
- C. g. tschudii: zuidelijk Colombia, Ecuador en noordelijk Peru.
- C. g. rufiventris: het oostelijke deel van Centraal-Peru.

## Beschermingsstatus
Op de Rode Lijst van de IUCN heeft de soort de status veilig.